# Селіванов Олександр Гнатович
Олександр Гнатович Селіванов (28 серпня 1904, село Залюбеч Новогрудського повіту Мінської губернії, тепер Білорусь — 17 червня 1997) — український радянський і партійний діяч, міністр комунального господарства Української РСР, голова виконавчого комітету Харківської міської ради. Депутат Верховної Ради УРСР 2—5-го і 7-го скликань. Кандидат у члени ЦК КПУ в 1949—1971 роках. Кандидат економічних наук.

## Біографія
Народився в селянській родині. З 1921 року — учень ремісничого училища в місті Дорогобуж Західної області. У 1924—1925 роках — секретар Сафоновського волосного комітету комсомолу Смоленської губернії. У 1925—1927 роках — секретар Дорогобузького повітового комітету комсомолу Смоленської губернії.
Член ВКП(б) з 1926 року.
У 1927—1930 роках — студент робітничого факультету в місті Смоленську. З 1930 року — студент Московського енергетичного інституту. У 1936 році закінчив Московський енергетичний інститут, кандидат економічних наук з 1939 року, доцент з 1940 року.
У 1936—1938 роках — інженер, заступник начальника і начальник цеху на Харківському електромеханічному заводі імені Сталіна. У 1938—1940 роках — завідувач відділу радянської торгівлі Харківського обласного комітету КП(б)У.
У січні 1940—1941 роках — голова виконавчого комітету Харківської міської Ради депутатів трудящих. У червні 1941—1942 роках — командир Харківського корпусу народного ополчення, в кадровому резерві Харківського обласного комітету КП(б)У. У листопаді 1942 — лютому 1943 року — інструктор Управління кадрів ЦК ВКП(б).
У 1943—1948 роках — голова виконавчого комітету Харківської міської Ради депутатів трудящих.
11 лютого 1948 — 25 березня 1953 — міністр комунального господарства Української РСР.
25 березня 1953 — 11 травня 1954 року — голова Державного планового комітету Української РСР. 
11 травня 1954 — липні 1957 року — 1-й заступник голови Державного планового комітету Української РСР.
У липні 1957 — серпні 1958 року — начальник відділу житлового і комунального господарства Державного планового комітету Української РСР.
У серпні 1958 — серпні 1960 року — голова Ради народного господарства Одеського економічного адміністративного району.
23 серпня 1960 — 22 січня 1971 року — міністр комунального господарства Української РСР.
Потім працював головним редактором інформаційного виробничо-технічного збірника «Міське господарство України».
Помер 17 червня 1997 року.

## Родина
Дружина — Клавдія Яківна (1917—1997). Син — В'ячеслав.

## Нагороди
- орден Леніна (23.01.1948)
- орден Жовтневої Революції (25.08.1971)
- орден Трудового Червоного Прапора (28.08.1944)
- медалі
- Почесна грамота Президії Верховної Ради Української РСР (19.05.1975)